# Neiva Universal
Il  Neiva Universal è un monomotore da addestramento basico ad ala bassa a 2 posti affiancati progettato e costruito dall'azienda brasiliana Indústria Aeronáutica Neiva negli anni settanta ed utilizzato da alcune aeronautiche militari sudamericane.

## Storia del progetto
Il progetto dell'Universal vide la luce nei primi anni sessanta in risposta ad una specifica emessa dalla Força Aérea Brasileira in cui si richiedeva un aereo da addestramento basico, per sostituire il North American T-6 Texan, con buone capacità acrobatiche e in grado di trasportare un armamento leggero; tutte caratteristiche proprie del T-6 Texan.
Risultò vincitrice l'azienda aeronautica Neiva con il suo progetto di un monoplano ad ala bassa di costruzione in lega leggera con seggiolini affiancati e carrello triciclo retrattile.
Il prototipo del nuovo velivolo - chiamato N621 - volò per la prima volta il 29 aprile 1966, e 2 anni dopo fu ordinato dalla Força Aérea Brasileira che lo designò T-25.

## Impiego operativo
L'aviazione militare brasiliana ne ricevette 150 esemplari dal 1971 al 1975; a questi seguirono, verso la fine degli anni settanta altri 20 Universal per il Brasile, più 5 esemplari per l'Esercito e altrettanti per l'Aeronautica Cilena, tutti successivamente presi in carico dalla Fuerza Aérea de Chile.
Nel 1983 5 T-25 Universal furono donati alla Fuerza Aérea Paraguaya. Nel 2005 la Força Aérea Brasileira ha donato altri 6 velivoli alla forza aerea del Paraguay e 6 alla Fuerza Aérea de Bolivia.
La Neiva sviluppò una nuova versione migliorata del T-25, chiamata N622 Universal II (conosciuta anche come T-25B) con capacità di attacco al suolo più spiccate, grazie ad un motore Avco Lycoming IO-720 da 405 CV (298 kW) e 6 attacchi subalari, ma non fu mai realizzata per la comparsa sulla scena del Embraer EMB-312 Tucano.

## Utilizzatori
Bolivia
- Fuerza Aérea de Bolivia

6 esemplari di seconda mano ex brasiliani consegnati nel 2005, a gennaio 2017 non è sicura la loro operatività.
 Brasile
- Força Aérea Brasileira

150 T-25A ordinati nel 1968 (consegne iniziate nel 1971), seguiti da ulteriori 28 esemplari nel 1978. 38 esemplari dovrebbero essere portati allo standard T-25M entro i prossimi anni, con un primo esemplare aggiornato che ha effettuato il primo volo il 5 dicembre 2024.
 Cile
- Ejército de Chile

5 consegnati nel 1975, 1 perduto in un incidente nel 1976, i 4 rimasti ceduti all'Aeronautica nel 1978.
- Fuerza Aérea de Chile

5 consegnati nel 1975 più 4 trasferiti dall'Esercito nel 1978, 1 perduto in un incidente nel 1978 ed uno nel 1982, radiati nel 1982 e donati al Paraguay.
 Paraguay
- Fuerza Aérea Paraguaya

5 esemplari di seconda mano ex cileni consegnati nel 1983, sostituiti da 6 esemplari di seconda mano ex brasiliani nel 2005

## Velivoli comparabili
Brasile
- Aerotec Uirapuru

 Italia
- SIAI-Marchetti SF-260